# Station Rokitno
Station Rokitno is een spoorwegstation in de Poolse plaats Chełmicko.